# 徳島本町
徳島本町（とくしまほんちょう）は、徳島県徳島市の町名。内町地区に属している。徳島本町一丁目から徳島本町三丁目まであり、西から1～3丁目と並ぶ。郵便番号は〒770-0853。

## 統計
- 人口：135人（2025年1月。徳島市の調査より）
- 世帯数：77世帯（同上）

## 地理
徳島市中心街の東部。東西に伸びる幹線道路国道192号～県道38号（途中で管轄が変わるが1本の道路である）の徳島中央公園東端～助任川（福島橋）間の南北両側に広がる。ただし西端の1丁目は北側のみで、南側は徳島町1丁目である。
北は徳島町二丁目、中徳島町、南は徳島町一丁目・新蔵町、東は助任川（福島川）を隔てて福島一丁目に接している。同川には福島橋が架かり、福島一丁目と結ぶ。
商店が軒を並べるが、聖三木パウロ教会がある。

### 河川
- 助任川

## 歴史
江戸時代は本丁・馬場筋・東浜側・御堀緑・徳島御前前と呼ばれ、城下の重要な位置を占めた家屋敷地だった。また御蔵米の大坂登せ米を出荷する重要な役割を担っていた。東は江戸時代初期（1636年以前）からあった福島橋に通じ、西は徳島城鷲の門に通じていた。ただし徳島城と寺島川で遮られ寺島方面には通じていなかった。南は新蔵町と、北は裏ノ丁を挟んで会所に隣接していた。
明治には中徳島町や新蔵町と共に徳島町の一部で、中央の道の北側は徳島町本丁北、南側は徳島町本丁南（現 徳島町1丁目も含む）だった。ただしいずれも幅は現在の徳島本町部分より広かった。1941年より現在の町名となった。
1961年、国道192号線の西方に幸町立体交差が開通し、徳島本町は寺島方面まで通じる東西の幹線道路となった。
福島川に沿って旧徳島藩時代の武家屋敷が一部残っていたが改策された。

## 施設

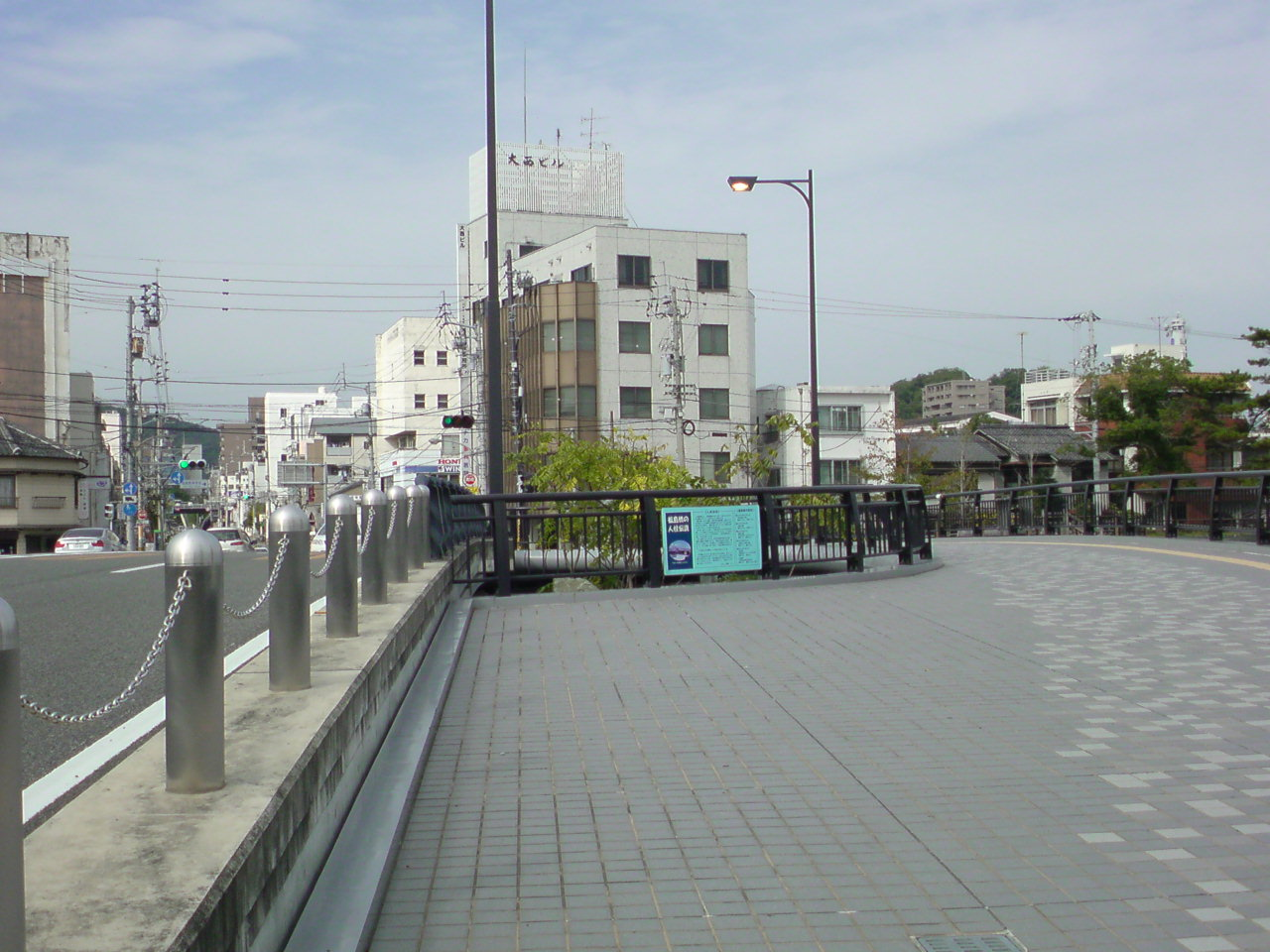
福島橋

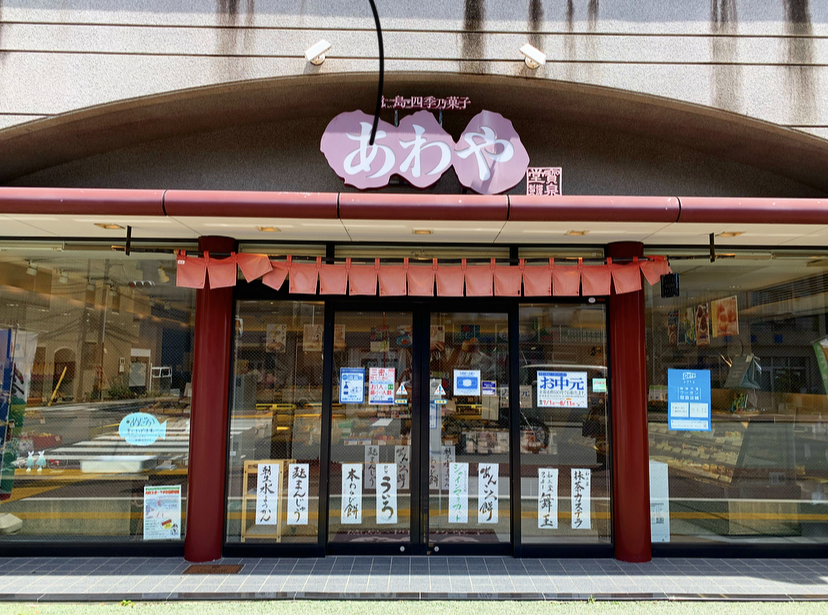
寶泉堂（あわや本店）

- カトリック徳島教会（聖パウロ三木カトリック徳島教会）
- 寶泉堂本社（あわや本店）
- 福島橋

## 道路

### 交通
- 一般国道
  - 国道11号（国道28号重複）
  - 国道192号（国道318号・国道438号・国道439号重複）
- 都道府県道
  - 徳島県道29号徳島環状線（徳島県道38号沖ノ洲徳島本町線重複）

国道11号と国道192号・県道29号が交わる徳島本町交差点は四国最大の渋滞ポイントとして知られる。

### 路線バス
- 徳島市営バス
  - 城東高校前
  - 福島橋